# Pycnotropis melanostigma
Pycnotropis melanostigma är en mångfotingart som först beskrevs av Filippo Silvestri 1898.  Pycnotropis melanostigma ingår i släktet Pycnotropis och familjen Aphelidesmidae. Inga underarter finns listade i Catalogue of Life.